# 4e congresdistrict van Nevada

Kaart van het 4e congresdistrict van Nevada (aangegeven in groen).

Het 4e congresdistrict van Nevada, vaak afgekort als NV-4, is een kiesdistrict voor het Amerikaanse Huis van Afgevaardigden. Het district werd na de volkstelling van 2010 gecreëerd. De eerste verkiezing was die van november 2012. Het 4e district omvat het midden van de staat Nevada, meer bepaald het noorden van Clark County, delen van Douglas en Lyon, en de volledige county's Esmeralda, Lincoln, Mineral, Nye en White Pine. Meer dan vier vijfden van de bevolking woont in het dichtbevolkte Clark County, in de agglomeratie van Las Vegas.
Bij de eerste verkiezing in 2012 werd de Afro-Amerikaanse Democraat Steven Horsford verkozen als afgevaardigde. Hij verloor in 2014; de verkiezingsoverwinning ging naar de Republikein Cresent Hardy. Hardy werd in 2016 verslaan door Democraat Steven Kihuen. Die stelde zich niet verkiesbaar in 2018, waardoor Hardy en Horsford het opnieuw tegen elkaar opnamen. Horsford won en vertegenwoordigt het district sinds 3 januari 2018 opnieuw in het Huis van Afgevaardigden.
President Barack Obama ontving 54,4% van de uitgebrachte stemmen voor de presidentsverkiezingen van 2012. In 2016 haalde Hillary Clinton 50% van de stemmen, tegenover 45% voor Donald Trump.

## Uitslagen

### Verkiezingen 2012
Op 6 november 2012 werd de afgevaardigde van het district in het Huis van Afgevaardigden gekozen. De uitslag was als volgt:
| Kandidaat         | Partij | Stemmen | Percentage |
| ----------------- | ------ | ------- | ---------- |
| Steven Horsford   | DEM    | 120.501 | 50,11%     |
| Danny Tarkanian   | REP    | 101.261 | 42,11%     |
| Floyd Fitzgibbons | IAP    | 9.389   | 3,90%      |
| Jospeh Silvestri  | LIB    | 9.341   | 3,88%      |

### Verkiezingen 2014
Op 4 november 2014 werd voor de tweede maal de afgevaardigde van het district in het Huis van Afgevaardigden gekozen. De uitslag was als volgt:
| Kandidaat       | Partij | Stemmen | Percentage |
| --------------- | ------ | ------- | ---------- |
| Cresent Hardy   | REP    | 63.466  | 48,53%     |
| Steven Horsford | DEM    | 59.844  | 45,76%     |
| Steve Brown     | LIB    | 4.119   | 3,15%      |
| Russell Best    | IAP    | 3.352   | 2,56%      |